# ده بنة (بابارشاني)
ده بنة (بالفارسية: ده بنه) هي قرية تقع في إيران في قسم بابارشاني الريفي. يقدر عدد سكانها بـ 31 نسمة بحسب إحصاء 2016.